# Bomarea amazonica
Bomarea amazonica är en alströmeriaväxtart som beskrevs av Hofreiter och E.Rodr. Bomarea amazonica ingår i släktet Bomarea och familjen alströmeriaväxter. Inga underarter finns listade i Catalogue of Life.